# S'bu Zikode
Sibusiso Innocent Zikode né en 1975 est le président du mouvement des habitants des cabanes sud-africaines.

## Biographie
Zikode est né dans le village de Loskop en 1975 et grandit  dans la ville d'Estcourt, dans les Midlands du KwaZulu Natal, en Afrique du Sud,. 
Il est élevé par une mère célibataire travaillant comme employée de maison  . Il  termine ses études secondaires au lycée Bonokuhle où il rejoint le mouvement des scouts.
Quelques années plus tard, il s'inscrit comme étudiant en droit à ce qui est  autrefois connu sous le nom d' Université de Durban-Westville et qui fait maintenant partie de l' Université du KwaZulu-Natal. Cependant, il n'a pas pu payer les frais de scolarité ni le loyer et a dû abandonner ses études en 1997 et déménager dans le campement de Kennedy Road. Il trouve  du travail dans une station-service voisine comme pompiste,. 
Il cofonde avec d'autres en 2005  mouvement des habitants des cabanes sud-africaines . Abahlali baseMjondolo affirme avoir un nombre vérifié de membres payés de plus de 115 000 à travers l'Afrique du Sud. Ses opinions politiques ont été qualifiées d'« anticapitalistes » .

## Prix et reconnaissance
Le 16 décembre 2009, il reçoit l'Ordre de la Sainte Nativité des mains de l'évêque Rubin Phillip,.
En 2012, le journal Mail & Guardian le déclare comme  l'un des deux cents jeunes Sud-Africains les plus importants.
En 2018, une nouvelle occupation foncière à Germiston dans l'East Rand, à l'extérieur de Johannesburg, est  nommée d'après Zikode .
En 2019, une nouvelle occupation foncière à Tembisa, à l'extérieur de Johannesburg, est  nommée d'après Zikode .
Le 25 mars 2021, il est  le lauréat 2021 du prix Per Anger, décerné par le gouvernement suédois pour le travail humanitaire et les initiatives au nom de la démocratie .

## Répression
En février 2006, la police empêche Zikode d'accepter une invitation à participer à un talk-show télévisé. En septembre 2006, Zikode et le vice-président du mouvement de l'époque, Philani Zungu, sont arrêtés sur la base de fausses accusations et torturés par le surintendant Glen Nayager au poste de police de Sydenham.
En septembre 2009, Kennedy Road est attaquée  par une foule apparemment affiliée au Congrès national africain et les violences continuent  pendant des jours,,, où la maison de Zikode  est détruite pendant les violences, et lui et sa famille ont fui. Zikode, qui est entré dans la clandestinité pendant quelques mois parce qu'il craint pour sa vie, se considérait comme un réfugié politique,.

## Note et références
- (en) Cet article est partiellement ou en totalité issu de l’article de Wikipédia en anglais intitulé « S'bu Zikode » (voir la liste des auteurs).

1. 1 2  « 200 Young South Africans in Civil Society, Mail & Guardian » [archive du 19 juin 2010], 14 juin 2010 (consulté le 24 juillet 2010)
2. ↑  « Order of the Holy Nativity Awarded to S'bu Zikode » [archive du 27 juillet 2010] (consulté le 23 décembre 2009)
3. ↑  « When Choices Can No Longer be Choices » [archive du 30 septembre 2007], 28 février 2007 (consulté le 11 juillet 2007)
4. ↑  (en) Richard Pithouse, « South Africa's Enduring Unfreedom », Boston Review,‎ 24 avril 2024 (lire en ligne , consulté le 10 juillet 2025)
5. 1 2  « Freedom's prisoners, Mail & Guardian » [archive du 27 juillet 2010], 23 décembre 2009 (consulté le 24 juillet 2010)
6. ↑  « 200 Young South Africans in Civil Society, Mail & Guardian » [archive du 19 juin 2010], 14 juin 2010 (consulté le 24 juillet 2010)
7. ↑  « Order of Service for the Presentation of the Order of the Holy Nativity to S'bu Zikode » [archive du 13 juin 2010], 16 décembre 2009 (consulté le 16 décembre 2009)
8. ↑  « Shack Dweller's Leader Honoured, SABC » [archive du 4 juin 2011] (consulté le 17 décembre 2009)
9. ↑  (en) « Attackers associated with ANC », News24,‎ 28 septembre 2009 (lire en ligne [archive du 5 janvier 2010], consulté le 29 septembre 2009)
10. ↑  (en) « The Attacks Continue in the Presence of the Police and Senior ANC Leaders », Abahlali baseMjondolo,‎ 27 septembre 2009 (lire en ligne [archive du 2 juillet 2011], consulté le 29 septembre 2009)
11. ↑  (en) « Joint Statement on the attacks on the Kennedy Road Informal Settlement in Durban », Professor John Dugard SC, et al,‎ 28 septembre 2009 (lire en ligne [archive du 18 octobre 2013])
12. ↑  (en) « S'bu Zikode's House after the attack », Abahlali baseMjondolo,‎ 29 septembre 2009 (lire en ligne [archive du 1er octobre 2009], consulté le 29 septembre 2009)
13. ↑  (en) « The ANC has invaded Kennedy Road », PambazukaNews,‎ 1er octobre 2009 (lire en ligne [archive du 4 octobre 2009], consulté le 2 octobre 2009)
14. ↑  « http://www.themercury.co.za/index.php?fArticleId=5186050 »(Archive.org • Wikiwix • Archive.is • Google • Que faire ?)